# Carlo Maria Viganò
Carlo Maria Viganò, född 16 januari 1941 i Varese, är en italiensk ärkebiskop. Han var apostolisk nuntie i USA från 2011 till 2016.
Viganò väckte internationell uppmärksamhet när han den 25 augusti 2018 i National Catholic Register publicerade ett elva sidor långt brev med en redogörelse för hur Vatikanen vid upprepade tillfällen hade varnats beträffande den amerikanske kardinalen Theodore McCarricks sexuella övergrepp. En process angående frågan huruvida Viganò skulle vara schismatiker inleddes 5 juni 2024; en månad senare tillkännagavs att han exkommunicerats (bannlysts).

## Biografi
Carlo Maria Viganò prästvigdes 1968. Senare blev han iuris utriusque doctor. År 1973 blev han medlem av Heliga Stolens diplomatiska kår. Från 1978 till 1989 innehade Viganò olika poster vid Heliga Stolens statssekretariat.
I april 1992 utnämndes Viganò till titulärbiskop av Ulpiana, med personlig titel ärkebiskop, och apostolisk nuntie i Nigeria. Han biskopsvigdes den 26 april samma år av påve Johannes Paulus II i Peterskyrkan. Påven assisterades vid detta tillfälle av kardinalerna Franciszek Macharski och Angelo Sodano.
Efter sex år som nuntie i Nigeria utnämndes Viganò i april 1998 till delegat inom Vatikanens statssekretariat; han var bland annat personalchef för den romerska kurian. Benedikt XVI utnämnde i juli 2009 Viganò till generalsekreterare för Påvliga kommissionen för Vatikanstaten. Viganò vinnlade sig särskilt om att bekämpa korruption och kronism inom Vatikanens administration.
I oktober 2011 utnämndes Viganò till apostolisk nuntie i USA. I kraft av detta ämbete försökte Viganò göra Benedikt XVI och dennes efterträdare Franciskus uppmärksamma på bland andra ärkebiskop Theodore McCarricks sexuella övergrepp på seminarister. Viganò gick i pension år 2016 och efterträddes som nuntie av ärkebiskop Christophe Pierre.

## Ärkebiskopens brev
Den 25 augusti 2018 publicerade ärkebiskop Viganò i National Catholic Register ett brev på elva sidor, i vilket han bland annat redogör för de upprepade varningar han förmedlade till Vatikanen beträffande Theodore McCarrick.
Enligt brevet hade ärkebiskop Gabriel Montalvo, dåvarande nuntie i USA, redan år 2000 informerat Vatikanen om McCarricks "gravt omoraliska beteende gentemot seminarister och präster". Även Montalvos efterträdare, ärkebiskop Pietro Sambi, upplyste Vatikanen om McCarrick. Viganò själv gjorde år 2006 Vatikanen uppmärksam på McCarricks sexuella övergrepp, men, enligt Viganò, vidtogs det inte några åtgärder för att stoppa McCarrick.
År 2007 skrev Viganò ånyo till Vatikanen; han avfattade ett memorandum, vilket innehöll dokument från Richard Sipe, präst, psykoterapeut och sakkunnig i frågor om sexuella övergrepp mot barn i Romersk-katolska kyrkan. Enligt Viganò ledde detta till att påve Benedikt XVI förbjöd McCarrick att celebrera mässan offentligt och ge föreläsningar. Trots detta upphävde Benedikts efterträdare, Franciskus, dessa restriktioner mot McCarrick och gjorde honom till sin rådgivare, ehuru Franciskus, enligt Viganò, redan i juni 2013 visste att McCarrick var en "serial predator", det vill säga att denne vid upprepade tillfällen hade utnyttjat unga män och pojkar sexuellt. I brevet uppmanar Viganò påve Franciskus och alla andra som har försökt att mörklägga McCarricks sexuella övergrepp att avgå. Viganò anmodar Franciskus att erkänna sina misstag samt föregå med gott exempel och avsäga sig påvevärdigheten. Viganò hävdar att en "tystnadens sammansvärjning" har skyddat biskopar och präster, vilka har begått sexuella övergrepp. Vidare anklagar Viganò två tidigare kardinalstatssekreterare, Angelo Sodano och Tarcisio Bertone, samt den nuvarande kardinalstatssekreteraren Pietro Parolin för att ha känt till McCarricks övergrepp men underlåtit att vidta åtgärder mot denne.

### Påve Franciskus reaktion
En journalist frågade påve Franciskus om denne ville kommentera brevets innehåll. Påven sade då: "Jag kommer inte att säga ett ord om detta. Jag tycker att uttalandet talar för sig självt och att ni har tillräcklig journalistisk kapacitet för att nå egna slutsatser".
Omedelbart kom reaktioner på påvens uttalande. Journalisten John Allen hävdade, att Franciskus uppmanade media att granska anklagelserna och att dessa då skulle falla sönder. Biskopen av Springfield, Thomas Paprocki, menade att påvens svar inte var tillfredsställande och uppmanade Vatikanen att offentliggöra samtliga relevanta dokument, så att det kunde fastställas vem som hade vetat vad angående McCarrick-affären. Biskop Marian Eleganti gjorde gällande, att Franciskus vägran att yppa ett enda ord utgör ett exempel på en klassiskt "icke-förnekande" ("non-denial").
I sin morgonpredikan i kapellet i Domus Sanctae Marthae i Vatikanen sade Franciskus bland annat: "När människor söker skandal och splittring är det enda svaret tystnad och bön". Många tolkade detta som en hänvisning till påvens beslut att inte bemöta Viganòs brev med ett enda ord.
I en senare morgonpredikan syftade Franciskus på djävulen (Den store åklagaren) och yttrade bland annat följande: "I dessa tider förefaller det som om den store åklagaren har släppts fri och attackerar biskopar... Det är sant, vi är alla syndare, vi biskopar. Han försöker att avslöja synder, så att de förs upp i ljuset för att orsaka skandal bland folket."

## Viganòs uppmaning till McCarrick
Den 14 januari 2019 offentliggjorde Viganò ett brev, i vilket han uppmanar McCarrick att offentligt be om förlåtelse för sina gärningar. Viganò skriver bland annat, att McCarricks själs frälsning står på spel.